# لغمان (قرشي)
لغمان هي بلدة في مقاطعة قمشي في ولاية قشقداريا في أوزبكستان.